# David Lyon

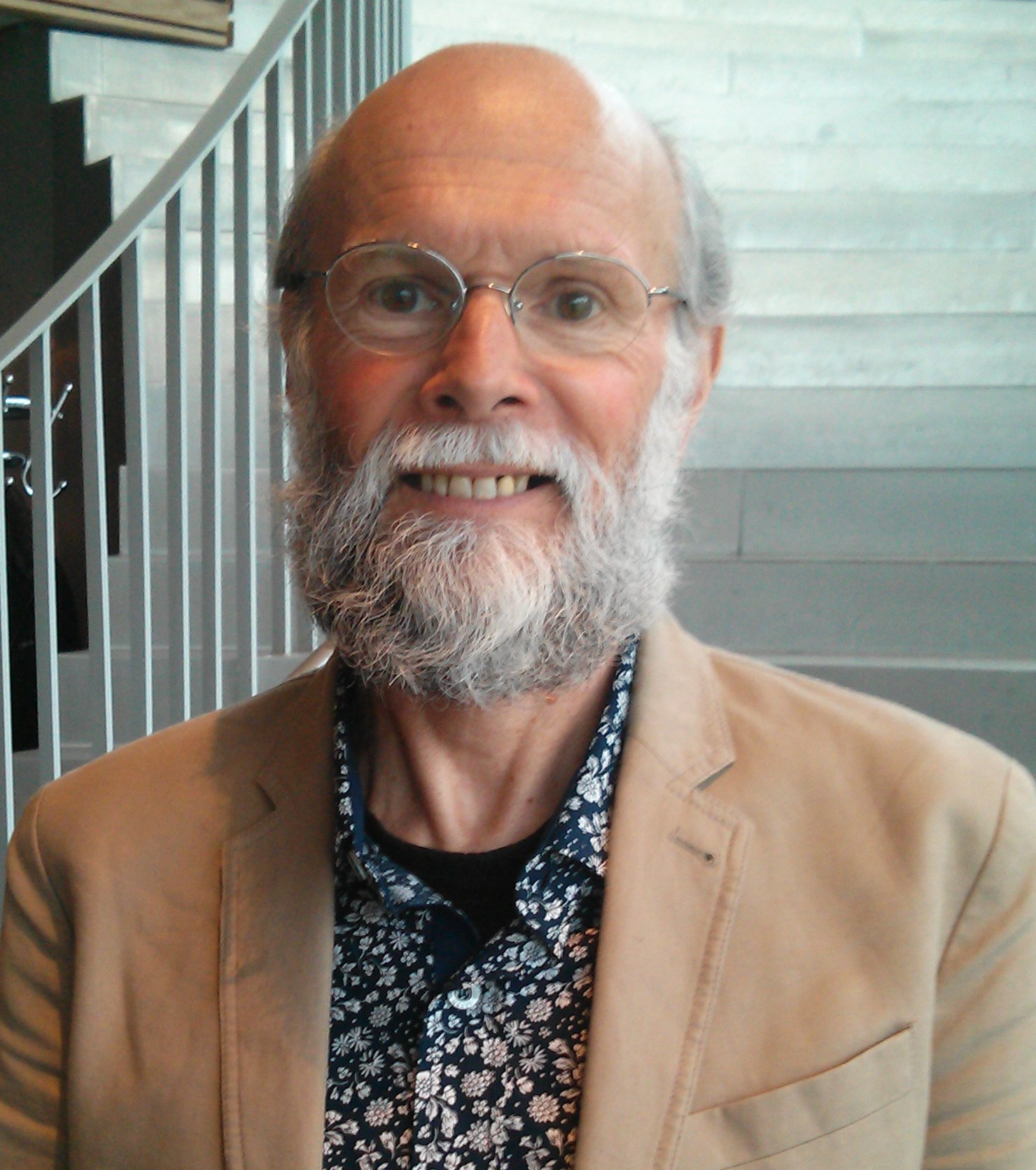
David Lyon (2015)

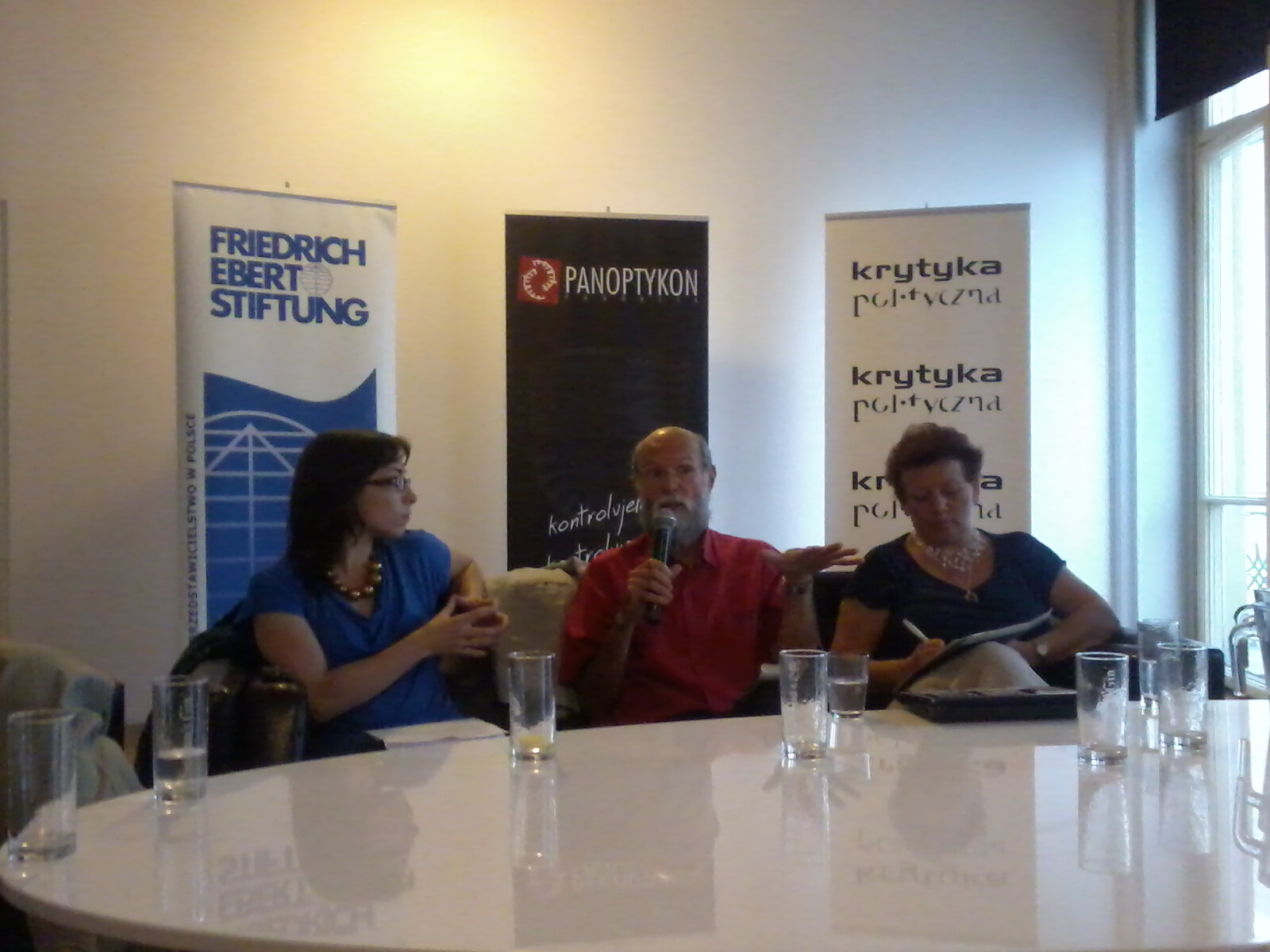
Prof. David Lyon na spotkaniu w Warszawie, lipiec 2011

David Lyon (ur. 1948) – szkocki socjolog, profesor Queen’s University, członek Royal Society of Canada. Jeden z głównych teoretyków „społeczeństwa nadzorowanego” (surveillance studies). Zajmuje się poza tym problematyką społeczeństwa informacyjnego, globalizacji, sekularyzacji i społeczeństwa ponowoczesnego. Jest redaktorem naczelnym „Surveillance & Society” oraz dyrektorem Surveillance Studies Centre (Centrum Badań nad Nadzorem).

## Wybrane książki
Po polsku wyszła książka, którą napisał wspólnie z Zygmuntem Baumanem: Płynna inwigilacja: rozmowy, przeł. Tomasz Kunz, Wydawnictwo Literackie, Kraków 2013 (ISBN 978-83-08-05209-9)
- The Steeple’s Shadow: On the Myths and Realities of Secularization, SPCK, 1985
- The Information Society: Issues and Illusions, Polity Press, 1988
- Postmodernity, Open University Press, 1994
- The Electronic Eye: The Rise of Surveillance Society, University of Minnesota Press, 1994
- Jesus in Disneyland: Religion in Postmodern Times, Polity Press, 2000
- Surveillance Society: Monitoring Everyday Life, Open University Press, 2001
- Surveillance after September 11, Polity Press, 2003
- Surveillance Studies: An Overview, Polity Press, 2007
- Identifying Citizens: ID Cards as Surveillance, Polity Press, 2009